# Bartolo tenía una flauta
Bartolo tenía una flauta es una película de Argentina en blanco y negro dirigida por Antonio Botta según guion de Tito Insausti que se estrenó el 8 de noviembre de 1939 y que tuvo como protagonistas a Herminia Franco, Eduardo Sandrini y Luis Sandrini. El filme tuvo la supervisión de Tito Davison y entre los extras que participaron se encontraba Zully Moreno.

## Sinopsis
Un flautista es engañado por una millonaria, le plagian un tema, gana un juicio y, ya rico, conquista a una enfermera.

## Reparto
Participaron en el filme los siguientes intérpretes:
- Alfredo Fornaresio
- Herminia Franco
- Perla Mux
- Serafín Paoli
- Eduardo Sandrini
- Luis Sandrini
- Oscar Moreno
- Alejo Rodríguez Crespo
- Zully Moreno

## Comentario
Calki opinó:

"Bartolo tenía una flauta no es un film: es Luis Sandrini haciendo reír. El día que le encuentren un marco digno tendremos un gran cómico en una gran película, aunque esta vez no fue".